# ワタシ飼いの唄
ワタシ飼いの唄( - かいのうた)はZweiの2枚目のシングル。

## 内容
カップリングをタイトル曲として収録した1枚目のアルバム「Pretty Queen」先行シングルとなった本作は
- 日本テレビ系「カミングダウト」
- 札幌テレビ制作・日本テレビ系「爆笑問題のススメ」
- フジテレビ系「孝太郎ラボ」
- テレビ東京系「筋肉強女」

といった、4番組のエンディングテーマを獲得した。
カップリング曲「Pretty Queen」は、札幌テレビ制作・日本テレビ系『爆笑問題のススメ』2004年10月度のエンディングテーマに起用された。デュラン・デュランのボーカルであるSimon Le Bonが作詞に参加している。

## 批評
CDジャーナルは「枠にとらわれないでやるというスタンスが本作にも表われている」と評した。
Groovin'の松本真一は「タイトルからも推測できる通り、より攻撃性を増していて、コンセプチュアル・スキルとしてはこの上ない」と評した。

## 収録曲
1. ワタシ飼いの唄
作詞：前田たかひろ　作曲：NICK WOOD　編曲：NICK WOOD・Michael Becker
2. Pretty Queen
作詞：佐々木美和・Simon Le Bon・NICK WOOD　作曲：NICK WOOD　編曲：NICK WOOD・Chris Corner
3. ワタシ飼いの唄(inst.)